# Пад беспилотне летелице у Загребу 2022.
Дана 10 марта. 2022. године у 23:01 по средњеевропском времену у Загребу, главном граду Хрватске, срушила се извиђачка беспилотна летелица Тупољев Ту-141, совјетске производње.

## Позадина
Тупољев Ту-141, беспилотна летелица (БПЛ) совјетске производње, првобитно је развијена касних 1970-их. Тешка је готово шест тона, а лансира се из камиона, из чије се кабине програмира и путања лета. Аналитичари прецизирају да се након лансирања Ту-141 понаша више као модерна крстарећа ракета него традиционална беспилотна летелица. Када се лет заврши, летелица се спушта падобраном како би се поново користила. Поседује домет од око 1000 километара.

## Пад
Летелица је ушла у румунски ваздушни простор око 23:23, где га је приметило румунско ваздухопловство. Летела је кроз румунски ваздушни простор 3 минута. Потом је наставила да лети кроз мађарски ваздушни простор наредних 40 минута, где ју је посматрало и мађарско ратно ваздухопловство. На крају је ушла у хрватски ваздушни простор, летећи брзином од 700 километара на сат, при висини од 1.300 метара, где ју је уочио хрватски војни радар. Након седам минута проведених у ваздушном простору Хрватске, срушила се у загребачком насељу Хорвати, 50-ак метара од Студентског дома Стјепан Радић. Удар летелице о земљу оборио је једног човека са бицикла и оштетио 40 аутомобила паркираних у близини. Удар је такође пробудио и узнемирио ученике у дому.

## Истрага
Хрватска цивилна и војна полиција брзо је обележила место несреће. Следећег јутра, амерички аналитичар Тајлер Роговеј идентификовао је летелицу и изјавио да се највероватније ради о совјетском Тупољеву Ту-141, тврдња је била подржана ћириличним натписима и ознакама црвене звезде пронађене на разбацаним остацима олупине у близини места удара. Са оближњег дрвећа висило је неколико падобрана. Током 12. марта Хрватска војска је наставила са ископавањем преосталих делова олупине, који су били забијени у земљу. Остаци су однети на тајну локацију. Истог дана, бригадир Владо Ковачевић , начелник Главног штаба Хрватске копнене војске, навео је да је у  летелици пронађена црна кутија, као и да поједини фрагменти упућују на могућност да се у летелици налазила експлозивна направа.

## Реакције

### У Хрватској
Спор или непостојећи одговор снага противваздушне одбране изазвао је забринутост у хрватској јавности, а неки су инцидент упоредили са слетањем Матијаса Руста на Црвени трг 1987.
Хрватски председник Зоран Милановић несрећу је описао као "озбиљан инцидент" и додао „да у таквим ситуацијама зависимо од западних савезника [...] док је очигледно дошло до неуспеха“.
Хрватски премијер Андреј Пленковић изјавио је 12. марта да је[то]" чиста и јасна претња и на њу се морало реаговати и у НАТО-у и у ЕУ. Овакву ситуацију не можемо да толеришемо, нити би она смела да се догоди". Ово је могло да падне на нуклеарну електрану у Мађарској" Он је навео и да је о ситуацији написао писмо генералном секретару НАТО-а.
Градоначелник Загреба Томислав Томашевић одржао је конференцију за новинаре на којој је навео да нема страдалих, али да је начињена материјална штета. Дана 12. марта 2022. Томашевић је критиковао поједине неименоване стране медије због наводног лажног представљања места несреће. Он је изјавио: „Морам признати да ме прилично муче информације у страним медијима где сам прочитао да се тако велика војна летелица срушила у предграђу Загреба или да се срушила поред Загреба. Не, није се срушила поред Загреба, срушила се усред Загреба, у густо насељеном подручју, и није се срушила ни у једном приградском насељу. То је нешто што никада не би требало да се деси, институције треба да дају одговор како се то уопште десило и како се то никада више не би поновило."
Пилот Хрватског ратног ваздухопловства Иван Селак критиковао је спору реакцију Командног центра НАТО-а у Торехону у Шпанији.
Јутарњи лист је 12. марта 2022. објавио да би Хрватска могла да затражи од Сједињених Америчких Држава да у земљу пребаце свој ракетни систем Патриот.

### Међународне
- Саветник украјинског министра одбране Маркијан Бувиски је у изјави за хрватске медије негирао припадност беспилотне летелице Украјини.[25] У накнадном одговору на писање руске новинарске агенције ТАСС, Државна служба за специјалне комуникације Украјине такође је тврдила како дотичну БПЛ поседују и руска и украјинска војска. Међутим, према њима, украјинске летелице су означене украјинским грбом, док се на руским налази црвена звезда.[26]
- Руска амбасада у Загребу негирала је руског власништво над летелицом, изјавивши да је "дрон произведен на подручју Украјине" и да руске снаге летелице тог типа не користе од 1991. године.[27]
- Мађарски министар спољних послова и трговине Петер Сијарто изјавио је да се мађарска влада укључила у истрагу о паду летелице.[28]